# Saltholmen (Alver)
Ne doit pas être confondu avec Saltholmen.
Saltholmen est une île norvégienne dans le comté de Hordaland. Elle fait partie du territoire de l'ancienne commune de Meland, aujourd'hui rattachée à Alver.

## Géographie
Rocheuse et couverte d'arbres, elle s'étend sur environ 118 m de longueur pour une largeur approximative de 56 m. Elle compte une habitation, un quai d'amarrage et un bâtiment de traitement des eaux. 